# Ponce de Leon
|  | Per a altres significats, vegeu «Ponce de León». |

Ponce de Leon és una població del Comtat de Holmes a l'estat de Florida dels Estats Units d'Amèrica

## Demografia
Segons el cens del 2000 Ponce de Leon tenia 457 habitants, 200 habitatges, i 131 famílies. La densitat de població era de 35,6 habitants/km².
Dels 200 habitatges en un 30% hi vivien nens de menys de 18 anys, en un 48,5% hi vivien parelles casades, en un 11,5% dones solteres, i en un 34,5% no eren unitats familiars. En el 29,5% dels habitatges hi vivien persones soles el 14,5% de les quals corresponia a persones de 65 anys o més que vivien soles. El nombre mitjà de persones vivint en cada habitatge era de 2,29 i el nombre mitjà de persones que vivien en cada família era de 2,82.
Per edats la població es repartia de la següent manera: un 24,9% tenia menys de 18 anys, un 6,3% entre 18 i 24, un 24,9% entre 25 i 44, un 28% de 45 a 60 i un 15,8% 65 anys o més.
L'edat mediana era de 40 anys. Per cada 100 dones de 18 o més anys hi havia 92,7 homes.
La renda mediana per habitatge era de 25.521 $ i la renda mediana per família de 33.250 $. Els homes tenien una renda mediana de 26.339 $ mentre que les dones 13.750 $. La renda per capita de la població era de 14.673 $. Entorn del 16,9% de les famílies i el 19,3% de la població estaven per davall del llindar de pobresa.

## Poblacions properes
El següent diagrama mostra les poblacions més properes.